# Russell Mirny
Russell Mirny – australijski zapaśnik walczący w stylu wolnym. Brązowy medalista mistrzostw Wspólnoty Narodów w 1995. Zdobył pięć medali na mistrzostwach Oceanii w latach 1995 – 1997.